# Copestylum profaupar
Copestylum profaupar är en tvåvingeart som beskrevs av Luciane Marinoni 2004. Copestylum profaupar ingår i släktet Copestylum och familjen blomflugor. Inga underarter finns listade i Catalogue of Life.